# Binder (Tragwerk)
Ein Binder ist ein horizontales Konstruktionselement (Träger) und kann, je nach Verwendungszweck, aus verschiedenen Baustoffen wie z. B. Beton, Holz, Stahl hergestellt sein. 
- Dachbinder (Holzbau): Überbrückt als Tragwerk wie ein Balken oder Träger große Spannweiten.

- Betonbinder: Ist in der Regel ein weit gespannter Fertigteilträger aus Stahlbeton oder Spannbeton in verschiedenen Querschnittsformen.

- Holzbinder: Ist u. a. ein Fachwerkbinder, Dachgebinde, oder auch Leimholzbinder aus Brettschichtholz.

- Stahlbinder: Ist meist ein Fachwerkbinder und aus verschiedenen Walzprofilen zusammengesetzt.